# نقل الأجنة
نقل الأجنة إلى داخل الرحم هي أحد خطوات عملية التلقيح الصناعي خارج الجسم (أطفال الأنابيب والحقن المجهري) حيث ينقل جنين واحد أو العديد من الأجنة داخل رحم المرأة بقصد الحمل.

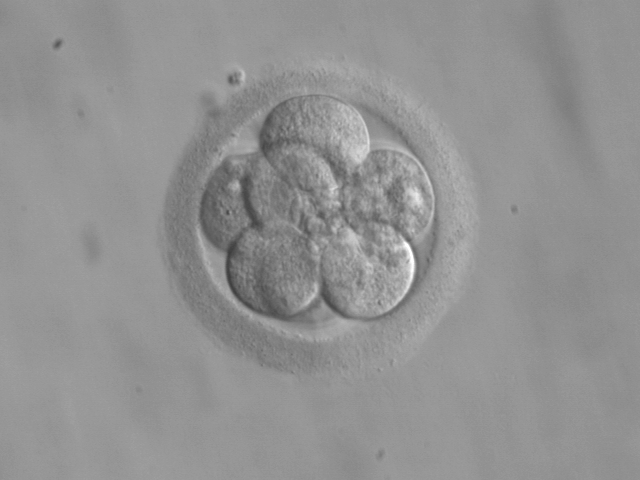
8-cell embryo for transfer 3 days after fertilization

## الحيوي ضد المجمد
يمكن أن تكون الأجنة إما «حيوية» مأخوذة من خلايا بيضة مخصبة من نفس دورة الحيض، أو «مجمدة»، حيث تم تجديدها في دورة سابقة، مجمدة، ويتم تذويبها قبل عملية النقل. يكون الأطفال المولودون من قبل أجنة مخصبة في المختبر (أطفال الأنابيب) أقل عرضة للولادة قبل الآوان/ المبكرة أو ناقص الوزن من هؤلاء الآئي حملن خلال دورات المعالجة الحيوية، هذا ما اكتشفه ثلاث مجموعات مستقلة من العلماء. كما سجلت إحدى الدراسات أيضا معدلات أقل لولادة الوليد الميت والموت المبكر من بين أطفال الأجنة المجمدة. تشير نتائج، باحثين في الولايات المتحدة، أستراليا، وفنلندا، إلى بعيدا عن كونه محفوف بالمخاطر من إخصاب المختبر التقليدي، كما هو متوقع، قد دورات التي تستخدم الأجنة المجمدة أكثر أماناً، هذا ما أورده مارك هندرسون من جريدة تايمز اللندنية في نوفمبر 2008.

## تجهيز الرحم
لدى الإنسان، يحتاج تبطين الرحم إلى تجهيزه بطريقة على النحو المناسب حيث يمكن زرع الأجنة. ففي الدورة الطبيعية أو تحفيزية، يتم نقل الجنين في الطور الإفرازي في بطانة الرحم في الوقت الذي تكون فيه بطانة الرحم غير متطورة على نحو ملائم فيما يتعلق بحالة هرمون ملوتن في هذا الوقت. ففي دورة حيث يتم نقل جنين «مجمد»، يمكن إعطاء المرأة المتلقية أول تجهيزات الإستروجين (أسبوعان تقريبا)، ثم مزيج من المرأة المتلقية أول تجهيزات الإستروجين (أسبوعان تقريبا)، ثم مزيج من الإستروجين والبروجسترون لكي تصبح البطانة متقبل للجنين. فوقت الانفتاح هو نافذة الزرع.
يؤيد أسباب محدودة إزالة مخاط العنق قبل عملية النقل.

## الوقت
تٌنقل الأجنة بعد ثلاثة أيام من عملية تلقيح البويضة، تصل البويضة الملقحة حينها إلى مرحلة ثمانية خلايا أو تُنقل بعد خمسة أيام من عملية تلقيح البويضة أي عند بلوغ طور الكيسية الأريمية.

## الإجراء
يبدأ إجراء نقل الأجنة بوضع المنظار في المهبل لتصوير العنق، الذي تم تنظيفه بمحلول ملحي أو المستنبتات. يعد نقل قنطار لين  معبأ بالأجنة ومُسلم إلى الطبيب السريري بعد التأكد من هوية المريض. يتم إدخال القنطار عن طريق القناة العنقية لـيتقدم إلى جوف الرحم.
هناك دليل ثابت وجيد من فائدة «إرشادات فائق الصوت»، هي، عمل تصوير بطني بالفائق الصوت لضمان وضعه في المكان الصحيح، الذي يبعد بمقدار 1-2 سم من قاع الرحم. فهذا لا يحتاج بشكل عام إلى تخدير ولكن عمليات نقل الجنين تتطلب دقة وإحكام لدى وضعه داخل جوف الرحم. إن الهدف الأمثل من وضع الجنين، الذي يعرف بـالنقطة القصوى الكامنة للزرع، التي تعـُرف باستخدام تصوير فائق الصوت ذو ثلاثة أبعاد/ أربعة أبعاد إلا أن هناك أدلة محدودة تؤيد إخراج الأجنة في منتصف تقسيم الرحم.
عقب إدخال القنطار، يتم التخلص من المحتويات وإيداع الأجنة. تدعم أسباب محدودة عمل تجارب للنقل قبل القيام بهذا الإجراء مع الأجنة. بعد عملية الطرد، لا تؤثر فترة وجود المقطار داخل الرحم على معدلات الإنجاب  فتوحى الأسباب المحدودة بتحاشي الضعط السلبي للقنطار بعد عملية الطرد. فبعد انسحاب المكونات، يسلم القنطار إلى اختصاصي الحنين الذي يعانيه بحثا عن أجنة متبقية.
ففي عملية نقل البويضة الملقحة إلى قناة فالوب (ZIFT)، يتم إزالة البيض من المرأة، مخصبة، ثم يتم وضعها داخل البوق أفضل من الرحم.

## عدد الأجنة
يعد عدد الأجنة التي يجب نقلها من القضايا الهامة/ الرئيسية. فعملية وضع أجنة متعددة عملية محفوفة بمخاطر الحمل المتعدد. ففي الماضي، كان يقوم الأطباء عادة من وضع العديد من الأجنة أملا في حدوث الحمل. إلا أن ظهور الحمل المتعدد قد أدى إلى إعادة تقييم تلك الطريقة. ففي المجتمعات المحترفة والعديد من الدول، أصدر المجلس التشريعي للدولة، التوجيهات أو القوانين الحد من ممارسة وضع العديد من الأجنة محاولا بهذا التقليل من الحمل المتعدد.

### أي- ست (E-Set)
يطلق على أسلوب اختيار جنين واحد فقط لنقله إلى المرأة نقل جنين فردي الانتخاب (e-set)، أو عندما تصل الأجنة إلى المرحلة الكيسية الآريمية. يمكن تسميتها أيضا بنقل كيسي أريمي فردي منتخب. وهذا يقلل خطورة الحمل المتعدد، مقارنة بنقل الأجنة المزدوج (DET) أو نقل كيسي آريمي مزودج (2BT) مقارنة بـمعدل الإتام بما يقرب من %3.5 في نقل الأجنة الفردي مقارنة بـما يقرب من 38% في نقل الأجنة المزدوج،  أو 2% في حالة نقل كيسي آريمي فردي منتخب مقارنة بنقل كيسي آريمي مزدوج. ففي الوقت نفسه، فإن معدلات الحمل في حالة النقل الكيسي الآريمي الفردي المنتخب ليست أقل بشكل ملحوظ من النقل الكيسي الآريمي المزدوج. فضلا عن هذا، فإن نتائج نقل الأجنة الفردي أفضل من ناحية العمر الحملي (للجنين) الأساسي وقت الولادة، طريقة الولادة، وزن الميلاد، وخطورة ضرورة وحدة الرعاية المركزة للولدان عن نقل الأجنة المزدوج. يقلل نقل الأجنة الفردي المنتخب في طور/ مرحلة التشطر من احتمالية الولادة الحية بنسبة 38% والولادات المتعددة/ ولادة التوائم بنسبة 94%. تشير دلائل من تجارب لها شواهد عشوائية إلى أن زيادة عدد محاولات نقل الأجنة الفردي المنتخب (كان حياً أو مجمداً) ينتج عنه معدل متراكم للولادات الحية شبييه بنقل الأجنة المزدوج.

## المتابعة
عادة ما يبدأ المرضى علاج البروجستيرون عقب استعادة البيضة (يسمى أيضاً الخلية البيضية). بينما كانت الطريقة المثلى للعلاج هي إعطاء حقن البروجستيرون بالزيت عضلية، لم تحظ حقن البروجستيرون بموافقة إدارة الأعذية والعقاقير للاستخدام خلال الحمل. أظهر تحليل تلوي حديث أن الطريق داخل المهبل بجرعة مناسبة وتواتر الجرعات يعادل الحقن العضلية اليومية. كما أظهرت دارسة حالة حديثة بالمقارنة بروجستيرون المهبل مع حقن البروجستيرون بالزيت أن معدلات الولادة الحية كانت تقريبا مطابقة لكلتا الطريقتين. تسفر فترة العلاج بالبروجستيرون تستغرق 11 يوما عن نفس معدلات مواليد مثل الفترات الأطول.
يتم إعطاء المرضى أيضا علاج الإستروجين في بعض الحالات عقب نقل الجنين. وتم عمل فحص الحمل كما هو متوقع بعد أسبوعان من استعادة البيضة.

## إنجاب الطرف الثالث
ليس من الضروري أن تتم عملية نقل الجنين من المرأة التي وفرت البيض. وبهذه الطريقة تتمكن امرأة أخرى تم تجهيز رحمها بطريقة مناسبة من استقبال الجنين وتصبح حبلى. قد يستخدم نقل الجنين مع سيدة لديها بيض وليس لديها رحم وترغب في طفل بيولوجي؛ فقد تحتاج إلى مساعدة حامل للجنين أو أم بديلة لتقوم بالحمل. كما قد تلجأ المرأة التي لديها رحم وليس لديها بيض إلى متبرع بالبيض لطفل الأنبوب، حيث في هذه الحالة توفر امرأة أخرى البيض للإخصاب والأجنة الناتجة تم وضعها في رحم المريض. يمكن القيام بالإخصاب باستخدام منى زوج المرأة أو باستخدام منى متبرع. يمكن نقل الأجنة الزائدة إلى أزواج آخرين يخضعون لعلاج الإخصاب في المختبر (طفل الأنبوب) ولكنه يمكن أيضا نقل ما فائض عن حاجة الزوجين. قد عمل الأجنة خصيصاً باستخدام البيض والمني المتبرعين ثم يتم نقلها إلى رحم امرأة أخرى. قد تقوم الأم البديلة بإنجاب طفل عن طريق نقل الجنين من أجل زوجين آخرين، رغم عدم وجود علاقة بيولوجية بين الطفل وبين الأم البديلة أو الزوجين الذين أسندوا إلي الأم البديلة مهمة الإنجاب. ويعد إنجاب الطرف الثالث مثير للجدل ومنظم في العديد من الدول. فمن يقدم على ترتيبات استبدال شخص بآخر (أمومة بالتبني) يجب أن يدرك نوع جديد تماما من العلاقات التي لا تتناسب مع الأسماء التقليدية التي نستخدمها لتعريف صلة الدم، والصداقة، والشراكة العاطفية أو العلاقات التجارية. فلدى الأمهات البديلات تجارب إنجاب طفل يفكرن بأنه ليس أحد أفراد عائلتهم، بينما تحظى الأمهات اللاتي يهدفن إلى الحصول على طفل بتجربة انتظار تسعة أشهر الحمل والتحول إلى أمومة خارج حجم الحامل. وهذا يؤدي إلى بناء أفكار جديدة عن الجسم والنفس.

## التاريخ
تم انتقال الجنين من إنسان لآخر أدى إلى حدوث حمل لأول مرة في يوليو 1983 وبالتالي أدى إلى إعلان أول ولادة بشرية في الثالث من فبراير عام 1984. تم عمل هذا الإجراء في مركر هابر (UCLA) الطبي تحت إشراف الدكتور جون بوستر وجامعة كاليفورنيا في مدرسة الطب بلوس أنجلوس.
خلال الإجراء، يتم نقل جنين بدأ النمو إلى امرأة أخرى حبلى عن طريق الإنماء الصناعي إلى سيدة أخرى أنجبت طفل بعد 38 أسبوع. ويكون المني المستخدم في الإنماء الصناعي من زوج امرأة ولدت طفل.
فقد أنشئ هذا التقدم العلمي الهائل المعايير وأصبح عامل تغيير للسيدات اللائي يعانين من العقم (عدم القدرة على الإنجاب) والنساء اللاتي لا يرغبن في نقل إضطرابات جينية لأطفالهم. فقد أعطى نقل جنين المتبرع للسيدات طريقة لتصبح حبلى وتلد طفل سيكون لديه بنية الزوج الجينية. رغم أن نقل جنين المتبرع المطبق اليوم قد نشأ من الطريقة الغير الجراحية الأصلية، إلا أنه يفسر الآن ما يقرب من 5% من ولادات الإخصاب في المختبر (طفل الأنبوب) المسجلة.
قبل كل هذا، آلاف من النساء اللائي يعانين من العقم (عدم القدرة على الإنجاب)، قمن بالتبني لأنه السبيل الوحيد إلى الأبوة. وهذا يسمح بنقاش حر وصريح بشأن ملف التبرع بالجنين ونقله. كما أعطى هذا التقدم الهائل الأولوية إلى التبرع بالأجنة البشرية كإجراء متبع كالتبرعات الأخرى مثل التبرع بالدم والتبرع بالأعضاء الرئيسية. ففي الوقت الإعلان عن هذا الحدث تناقله حاملو الأنباء الرئيسية وأثار جدل ونقاش صحي بشأن هذا الإجراء الذي أثر على مستقبل الطب الإنجابي بخلق طريق للتقدم أكثر في صحة المرأة.
أنشأ هذا العمل أساس فني وإطار قانوني –أخلاقي يحيط بالاستخدام الإكلنيكي (السريري) للخلية البيضية البشرية والتبرع بالجنين، إجراء كلينيكي (سريري) سائد، الذي تتطور على مدى 25 سنة مضت. وبناء على هذا البحث المستجد ومنذ إعلان الولادة البدئي في عام 1984، تم تسجيل أكثر من 47,000 ولادة حية نتيجة لنقل جنين المتبرع وأستمر تسجليها لدى مراكز احتواء الأمراض (CDC)  في الولايات المتحدة إلى السيدات اللائي يعانين من العدم القدرة على الإنجاب، اللآئي ما كن ليتمكن من إنجاب أطفال بأي طريقة أخرى موجودة.

## نقل الجنين في قطيع المواشي

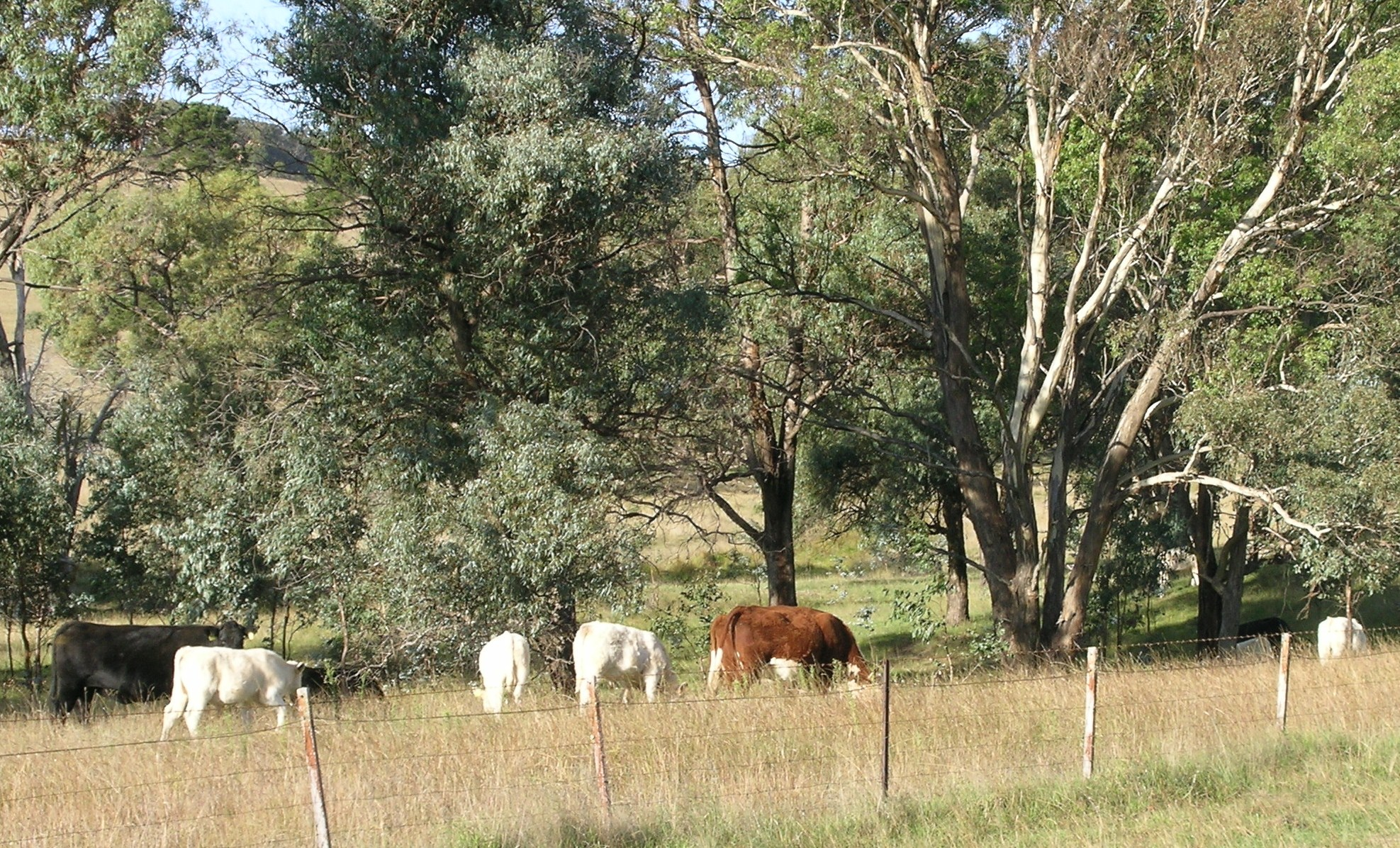
Embryo transferred شاروليز calves with their Angus and Hereford recipient mothers.

أجازت طرق نقل الجنين بقطيع أنثوي عالي الجودة ليكون له تأثير أكبر على التقدم الجيني لقطيع أو سرب إلى حد ما بنفس الطريقة التي سمحت باستخدام الإمناء الاصطناعي بصورة أكبر لدى أفضل ذكور الحيوانات  كما سمح نقل الأجنة باستمرار استخدام الحيوانات كمسابقات الخيل لمواصلة التدريب والعرض، بينما تنجب مهر (فرس الصغير). تشير المظاهر الوبائية العامة لنقل الجنين إلى ان نقل الأجنة يعطي الفرصة لإدخال مادة جينية إلى قطاعات من القطيع في حين يقلل بصورة كبيرة خطورة نقل الأمراض المعدية.أظهرت التطورات التي جرت مؤخراً في تحديد جنس الجنين قبل عملية نقل الجنين وزرعه إمكانية كبيرة لاستخدامها في المزارع والصناعات القطيع الأخرى.

## الحواشي
1. 1 2 3 4 5 6  Mains L, Van Voorhis BJ (أبريل 2010). "Optimizing the technique of embryo transfer". Fertil Steril. ج. 94 ع. 3: 785–90. DOI:10.1016/j.fertnstert.2010.03.030. PMID:20409543.
2. ↑  Gergely RZ, DeUgarte CM, Danzer H, Surrey M, Hill D, DeCherney AH (2005). "Three dimensional/four dimensional ultrasound-guided embryo transfer using the maximal implantation potential point". Fertil. Steril. ج. 84 ع. 2: 500–3. DOI:10.1016/j.fertnstert.2005.01.141. PMID:16084896.{{استشهاد بدورية محكمة}}:  صيانة الاستشهاد: أسماء متعددة: قائمة المؤلفين (link).
3. ↑  Sroga JM, Montville CP, Aubuchon M, Williams DB, Thomas MA (أبريل 2010). "Effect of delayed versus immediate embryo transfer catheter removal on pregnancy outcomes during fresh cycles". Fertil. Steril. ج. 93 ع. 6: 2088–90. DOI:10.1016/j.fertnstert.2009.07.1664. PMID:20116786.{{استشهاد بدورية محكمة}}:  صيانة الاستشهاد: أسماء متعددة: قائمة المؤلفين (link)
4. 1 2 3  Mullin CM, Fino ME, Talebian S, Krey LC, Licciardi F, Grifo JA (أبريل 2010). "Comparison of pregnancy outcomes in elective single blastocyst transfer versus double blastocyst transfer stratified by age". Fertil. Steril. ج. 93 ع. 6: 1837–43. DOI:10.1016/j.fertnstert.2008.12.137. PMID:19249756.{{استشهاد بدورية محكمة}}:  صيانة الاستشهاد: أسماء متعددة: قائمة المؤلفين (link)
5. 1 2  Fauque P, Jouannet P, Davy C؛ وآخرون (مايو 2009). "Cumulative results including obstetrical and neonatal outcome of fresh and frozen-thawed cycles in elective single versus double fresh embryo transfers". Fertil. Steril. ج. 94 ع. 3: 927–35. DOI:10.1016/j.fertnstert.2009.03.105. PMID:19446806. {{استشهاد بدورية محكمة}}: Explicit use of et al. in: |مؤلف= (مساعدة)صيانة الاستشهاد: أسماء متعددة: قائمة المؤلفين (link)
6. 1 2  Gelbaya TA, Tsoumpou I, Nardo LG (مايو 2009). "The likelihood of live birth and multiple birth after single versus double embryo transfer at the cleavage stage: a systematic review and meta-analysis". Fertil. Steril. ج. 94 ع. 3: 936–45. DOI:10.1016/j.fertnstert.2009.04.003. PMID:19446809.{{استشهاد بدورية محكمة}}:  صيانة الاستشهاد: أسماء متعددة: قائمة المؤلفين (link)
7. ↑  Zarutskiea PW, Phillips JA (2007). "Re-analysis of vaginal progesterone as luteal phase support (LPS) in assisted reproduction (ART) cycles". Fertility and Sterility. ج. 88 ع. supplement 1: S113. DOI:10.1016/j.fertnstert.2007.07.365.
8. ↑  Khan N, Richter KS, Blake EJ, et al. Case-matched comparison of intramuscular versus vaginal progesterone for luteal phase support after in vitro fertilization and embryo transfer. Presented at: 55th Annual Meeting of the Pacific Coast Reproductive Society; April 18–22, 2007; Rancho Mirage, CA.
9. ↑  Goudge CS, Nagel TC, Damario MA (يونيو 2009). "Duration of progesterone-in-oil support after in vitro fertilization and embryo transfer: a randomized, controlled trial". Fertil. Steril. ج. 94 ع. 3: 946–51. DOI:10.1016/j.fertnstert.2009.05.003. PMID:19523613.{{استشهاد بدورية محكمة}}:  صيانة الاستشهاد: أسماء متعددة: قائمة المؤلفين (link)
10. 1 2  Teman, Elly. 2010. Birthing a Mother: the Surrogate Body and the Pregnant Self. Berkeley: University of California Press. نسخة محفوظة 21 نوفمبر 2009 على موقع واي باك مشين.
11. ↑  Blakeslee، Sandra (4 فبراير 1984). "Infertile Woman Has Baby Through Embryo Transfer". The New York Times. مؤرشف من الأصل في 2009-02-18. اطلع عليه بتاريخ 2010-05-01.
12. ↑  HUMC - Celebrating 50 Years of Caring نسخة محفوظة 03 مارس 2016 على موقع واي باك مشين.
13. 1 2  Friedrich، Otto؛ Constable، Anne؛ Samghabadi، Raji (10 سبتمبر 1984). "Medicine: A Legal, Moral, Social Nightmare". Time. مؤرشف من الأصل في 2013-08-22. اطلع عليه بتاريخ 2010-05-01.
14. 1 2  "The New Origins of Life". Time. 10 سبتمبر 1984. مؤرشف من الأصل في 2013-08-22. اطلع عليه بتاريخ 2010-05-01.
15. ↑  "Assisted Reproductive Technology (ART) / Reproductive Health / CDC" (بالإنجليزية الأمريكية). Archived from the original on 2019-04-02. Retrieved 2020-08-16.
16. ↑   https://web.archive.org/web/20120506151630/http://obgmanagement.com/srm/pdf/first_live_birth_donation.pdf. مؤرشف من الأصل (PDF) في 2012-05-06. {{استشهاد ويب}}: الوسيط |title= غير موجود أو فارغ (مساعدة)
17. ↑  "Home — OBG Management". مؤرشف من الأصل في 2013-05-27.
18. ↑  Embryo Transfer in Cattle Retrieved on 21 October 2008 نسخة محفوظة 30 سبتمبر 2011 على موقع واي باك مشين.
19. ↑  Embryo Sexing Technology Retrieved on 21 October 2008 نسخة محفوظة 07 أكتوبر 2011 على موقع واي باك مشين. [وصلة مكسورة]

## وصلات خارجية
- كيف يعمل نقل الجنين كجزء من علاج الخصوبة
- عملية نقل كيسية أريمية- إحدى صور نقل الجنين
- فوائد نقل جنين فردي